# Cisalpino

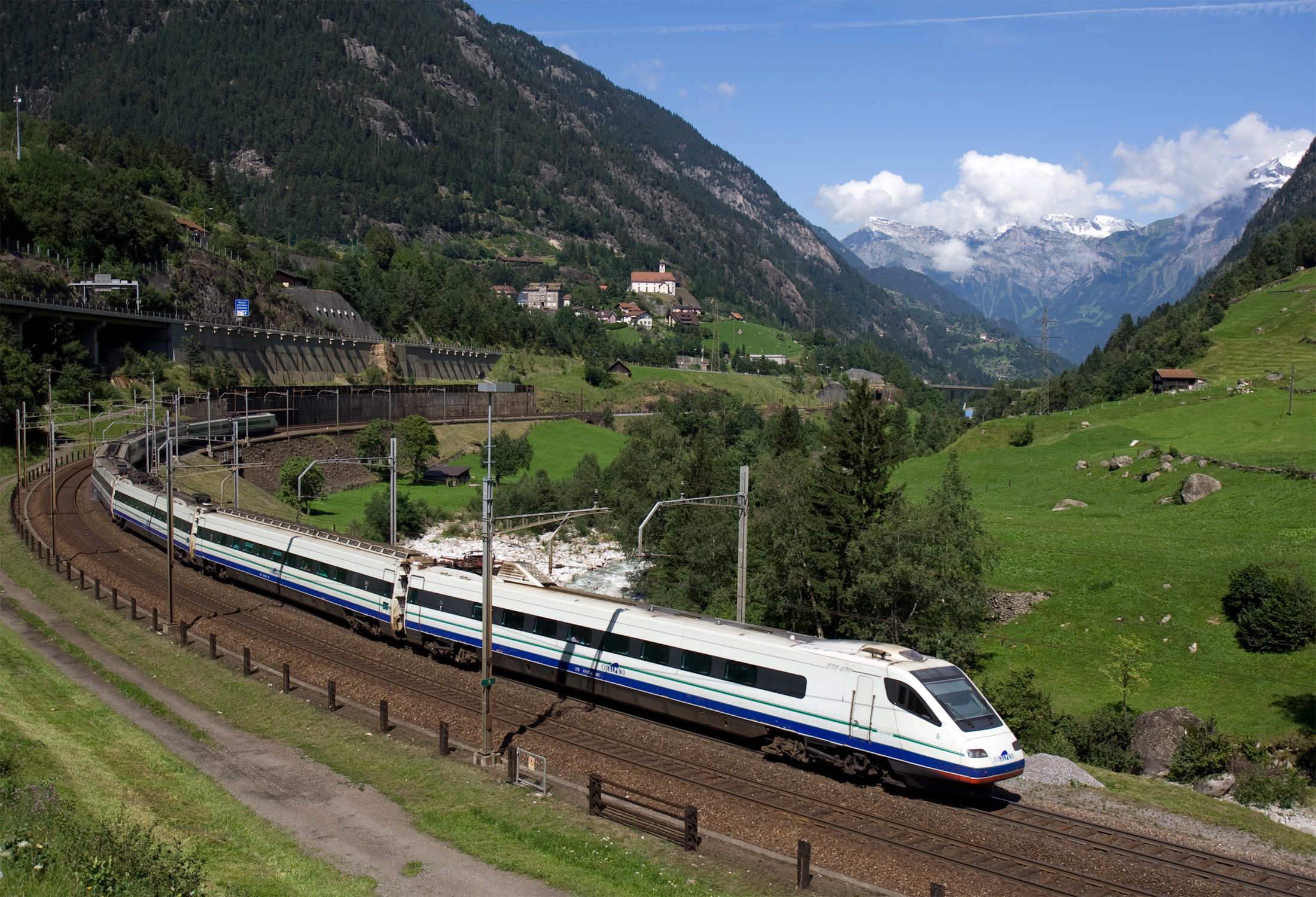
Souprava ETR 470

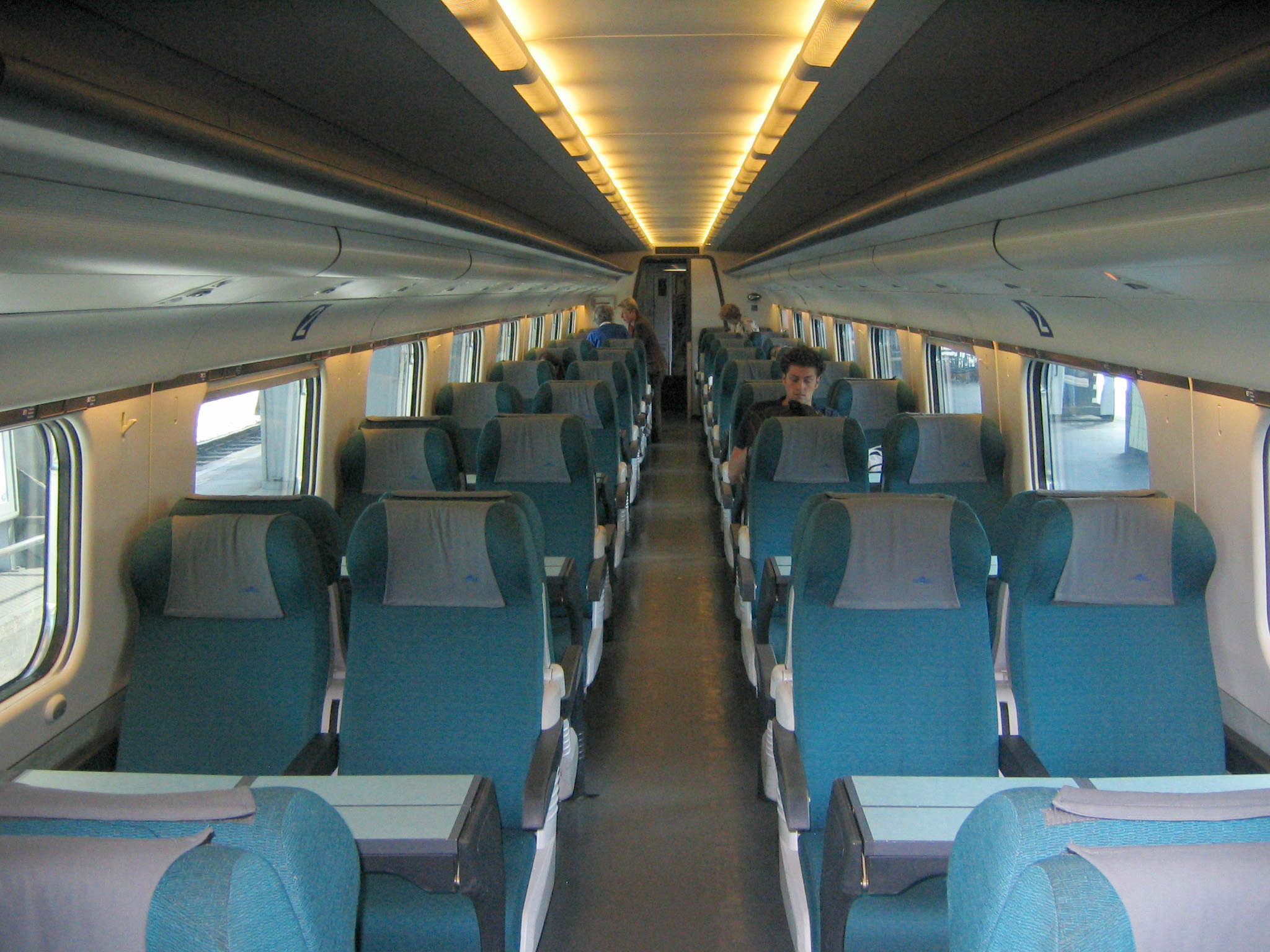
Interiér vozu 2. třídy ETR 470

Cisalpino AG (VKM: CIS) byla italsko-švýcarská firma poskytující služby na poli železniční dopravy na tratích Itálie a Švýcarska. Její spoje jezdily z Curychu, Basileje a Ženevy do Milána, Florencie a Benátek (cca do r. 2006 i do Stuttgartu).
Používala jednotky s naklápěcí skříní typu ETR 470, které jsou známy jako Pendolino. Jedná se o jednotky italské výroby, vyrobila je firma Fiat Ferroviaria nyní ALSTOM Ferroviaria. Společnost Cisalpino objednalo 14 nových jednotek Pendolino ETR 610, které se vyznačují moderním designem. Měly být dodány v roce 2007.
Menší počet svých vlaků obsluhovala společnost i klasickými vlakovými soupravami (lokomotiva tahající vozy) bez naklápění.
„Příbuznými“ jednotek Pendolino ETR 470 a ETR 610 jsou i jednotky řady 680 Českých drah.
Společnost ukončila svoji činnost 12. prosince 2009, následujícího dne převzaly provoz někdejších vlaků této firmy mateřské společnost Trenitalia a SBB-CFF-FFS.
16. července 2012 byla podepsána dohoda, na základě si akcionáři v prosinci téhož roku rovným dílem rozdělili jednotky ETR 610 a současně převzali dluh u organizace Eurofima.